# 생태심리학
생태심리학(Ecological psychology)은 직접적인 현실주의적 접근 방식을 통해 지각-행동을 과학적으로 연구하는 학문이다. 생태 심리학은 로저 바커(Roger Barker)와 제임스 J. 깁슨(James J. Gibson)의 저작을 많이 따르는 심리학파이다. 생태심리학 분야의 사람들은 인지 심리학이 제시하는 인식에 대한 주류 설명을 거부한다. 생태심리학은 인식, 행동, 역학 시스템이라는 몇 가지 하위 범주로 나눌 수 있다. 명확히 하자면, 이 분야의 많은 사람들은 인식과 행동이 분리될 수 없다고 말하면서 인식과 행동의 분리를 거부할 것이다. 이러한 인식은 환경과 관련된 정서적 경험에 참여하고 이를 반영하고 처리하는 개인의 능력에 의해 형성된다. 이러한 정서적 참여 능력은 행동, 집단적 처리, 사회적 자본 및 환경 친화적인 행동으로 이어진다.

## 같이 보기
- 체화된 인지
- 진화심리학
- 유리 브론펜브레너